# 白川清
白川 清（しらかわ きよし、1925年8月11日 - ）は、日本の農業経済学者、名城大学名誉教授。
岐阜県出身。東京農業教育専門学校卒。1962年「資本の運動と地代」で東京大学農学博士。農林省農業総合研究所、名城大学商学部教授。1998年定年、名誉教授。

## 著書
- 『土地投資とその組織』農林省農業総合研究所 1954
- 『価値法則と地代』御茶の水書房 1960
- 『資本の運動と地代』農業総合研究所 1960
- 『農業問題の価値法則 価格形成の基礎理論』農業総合研究所 1962
- 『農業経済の価格理論 農産物・農地・自家労働価格形成の基礎理論』御茶の水書房 1963
- 『資本主義発展と国際貿易』亜紀書房 1968
- 『資本主義と貿易の発展理論』亜紀書房 1972
- 『経済学原論』時潮社 1974　御茶の水書房 1977
- 『農産物価格政策の展開』御茶の水書房 1976
- 『土地所有と土地価格』御茶の水書房 1979
- 『制御資本主義論 株式統合企業の経済理論』亜紀書房 1981
- 『創造と革新の自由経済』三信図書 1984
- 『付加価値の経済学』筑波書房 1988
- 『現代株式会社経済論』亜紀書房 1991
- 『一物一価の世界統合市場 21世紀展望』筑波書房 1995
- 『家族・私有財産・国家と自由経済の原点 古事記・正信偈・国富論・経済原論・創造論に求めて』私家版、1999

### 共編著
- 『現代農業と農民運動』大原勇三,三輪昌男共編 時潮社 1975
- 『農地改革と地主制 愛知県中島郡朝日村における実証的研究』高橋伊一郎共編著 御茶の水書房 1978

## 論文
- <白川清